# 박상문
박상문은 대한민국의 텔레비전 드라마 작가이다. 

## 드라마
- 2019년 OLIVE 화요 미니시리즈 《은주의 방》 ... 공동집필
- 2024년 tvN 월화 미니시리즈 《플레이어 2 : 꾼들의 전쟁》 ... 공동집필